# 澳門新城區
澳門新城區（葡萄牙語：Novos Aterros Urbanos）位於澳門東、南沿岸及氹仔北岸，共五幅填海地段組成的新城區，總面積約為350公頃。

## 計劃沿革
- 澳門特區政府在2006年施政報告中提出設立新城區的計劃，前運輸工務司司長歐文龍於2006年1月11日，介紹「澳氹新城區規劃」的初步方案，分別在澳門半島南面及東北面，以及氹仔北面共5個區域發展新城區。計劃涉及面積730公頃土地，當中398公頃需要填海，預計可容納11至12萬人口，供澳門未來二十年發展。[1]
- 2008年4月21日，運輸工務司司長劉仕堯在立法會表示，特區政府按照中央政府有關部門的技術意見後，於「澳氹新城區填海規劃」原有基礎上微調，填海面積將較2006年規劃“略大”，用海面積約為500公頃，實際造地面積約有429公頃。
- 2009年4月23日，劉仕堯在立法會表示，“微調”後的「澳氹新城區填海規劃」的方案，用海面積由原來約500公頃再度調整為約400公頃，用地面積亦由約398公頃調整為350公頃，並在新取得的土地上不發展博彩業及低密度住宅項目(如別墅)[2]。
- 2009年11月29日，行政長官辦公室宣佈，國務院日前批准了澳門填海造地361.65公頃，以興建新城區，並要求特區「在填海過程進行跟進管理，加強保護周邊環境，充份發揮新城區的建設作用。」[3]
- 2010年6月19至8月18日，展開新城區總體規劃第一階段公眾諮詢。
- 2011年10月22至12月23日，展開新城區總體規劃第二階段公眾諮詢。
- 2015年6月30至8月8日，展開新城區總體規劃第三階段公眾諮詢。
- 2016年中，中央正式為澳門劃定海/河上邊界，填海計劃不需再受內地掣肘。
- 2022年10月7日至12月5日，政府對新城A區詳細規劃草案進行公開咨詢[4]。

## 澳門新城區所規劃的五區

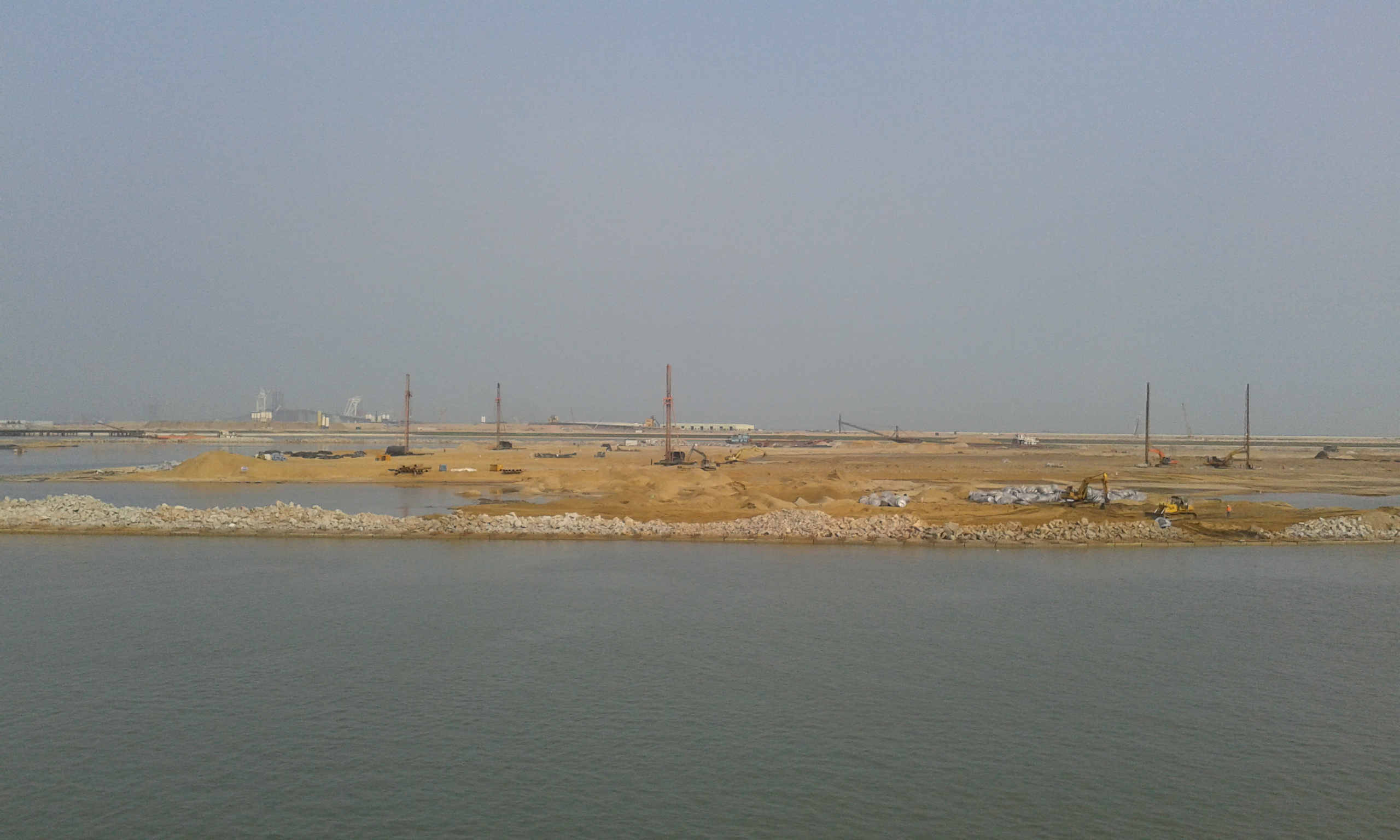
正在填海的新城A區

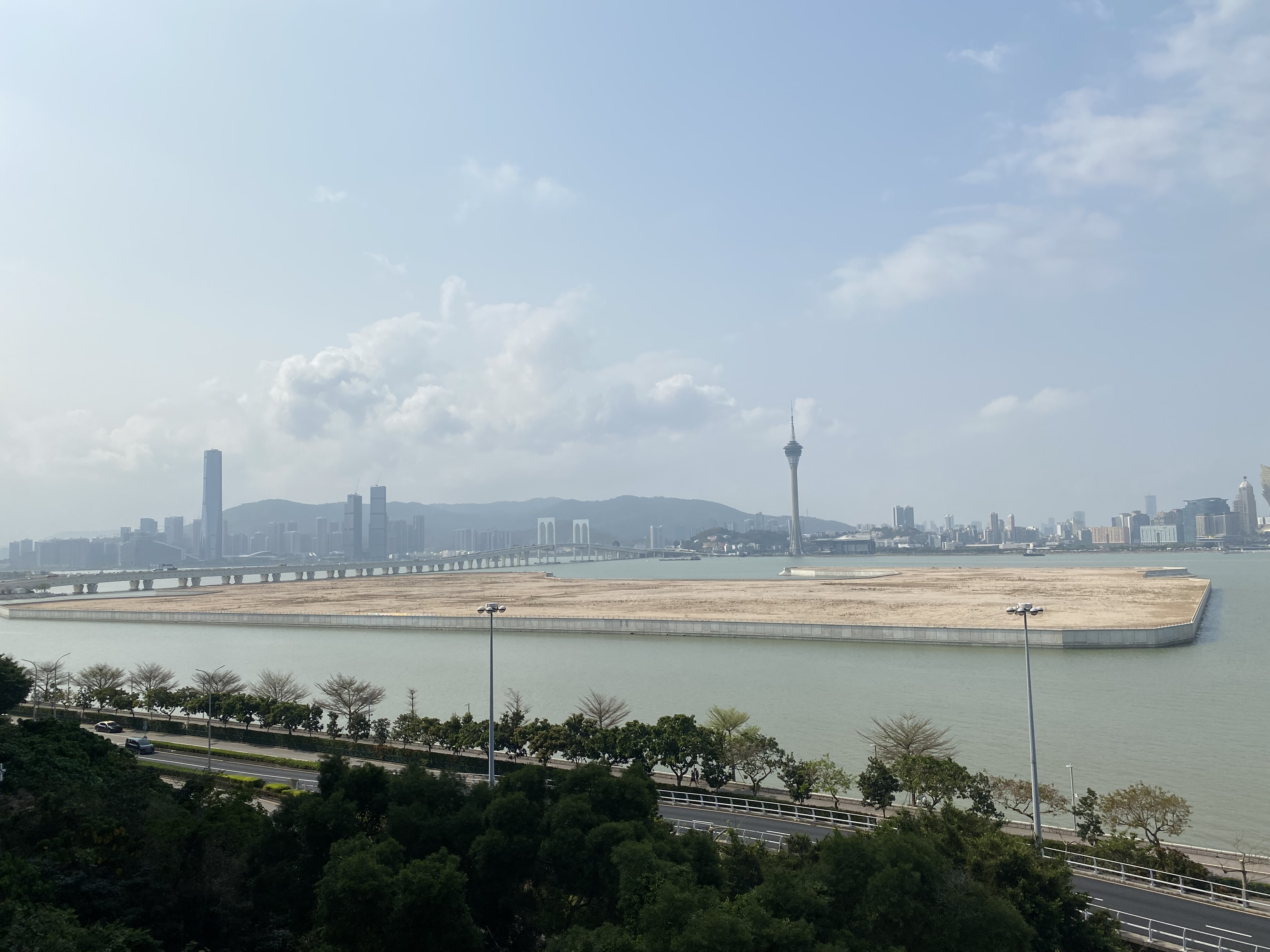
新城C區

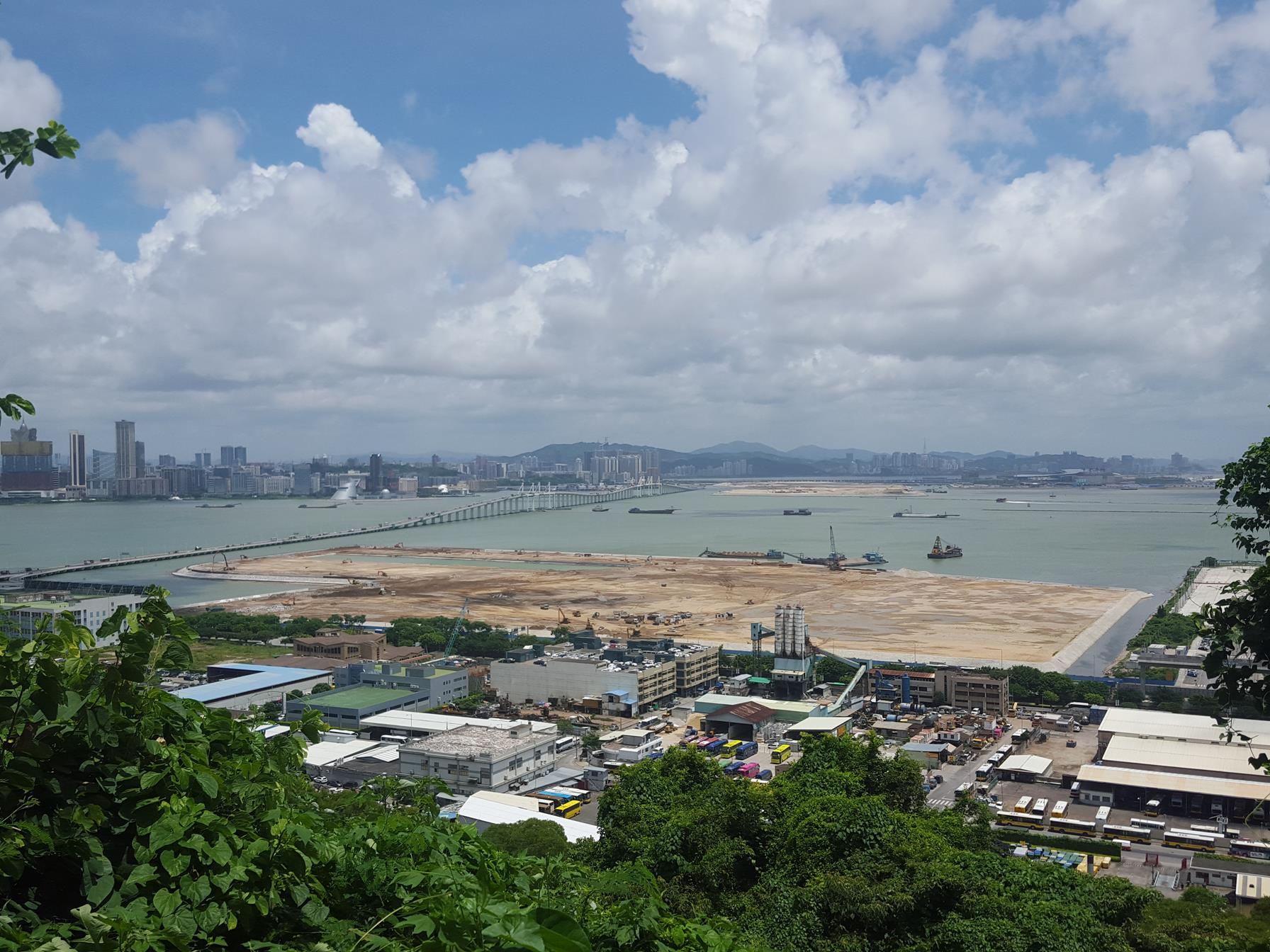
正在填海的新城E1區

| 區域 | 位置                                          | 面積    | 發展定位         | 狀況                                                                 | 備註  |
| ---- | --------------------------------------------- | ------- | ---------------- | -------------------------------------------------------------------- | ----- |
| A區  | 澳門半島及港珠澳大橋珠澳口岸人工島之間        | 138公頃 | 住宅及公共設施   | 已於2017年完成 現正發展社區                                          | [ 5 ] |
| B區  | 孫逸仙大馬路對開 東由澳門科學館至西澳門旅遊塔 | 49公頃  | 政法區及綜合旅遊 | 已完成填海 暫時用作農曆新年炮竹燃放區及巴士停泊區                    |       |
| C區  | 西灣大橋及嘉樂庇總督大橋之間                  | 32公頃  | 低碳社區         | 已於2022年11月完成填海                                               |       |
| D區  | 嘉樂庇總督大橋及友誼大橋之間                  | 58公頃  | 海濱綠廊         | 原計劃已被A區水道填海計劃替代，經總體城規諮詢總結報告公布後，D區保留 | [ 6 ] |
| E1區 | 友誼大橋及氹仔客運碼頭之間                    | 53公頃  | 交通樞紐         | 已於2017年9月完成填海                                                |       |
| E2區 | 氹仔客運碼頭及澳門國際機場之間                | 20公頃  | 交通樞紐         | 已於2012年第四季完成填海 已建成臨時路                                |       |

## 發展進度

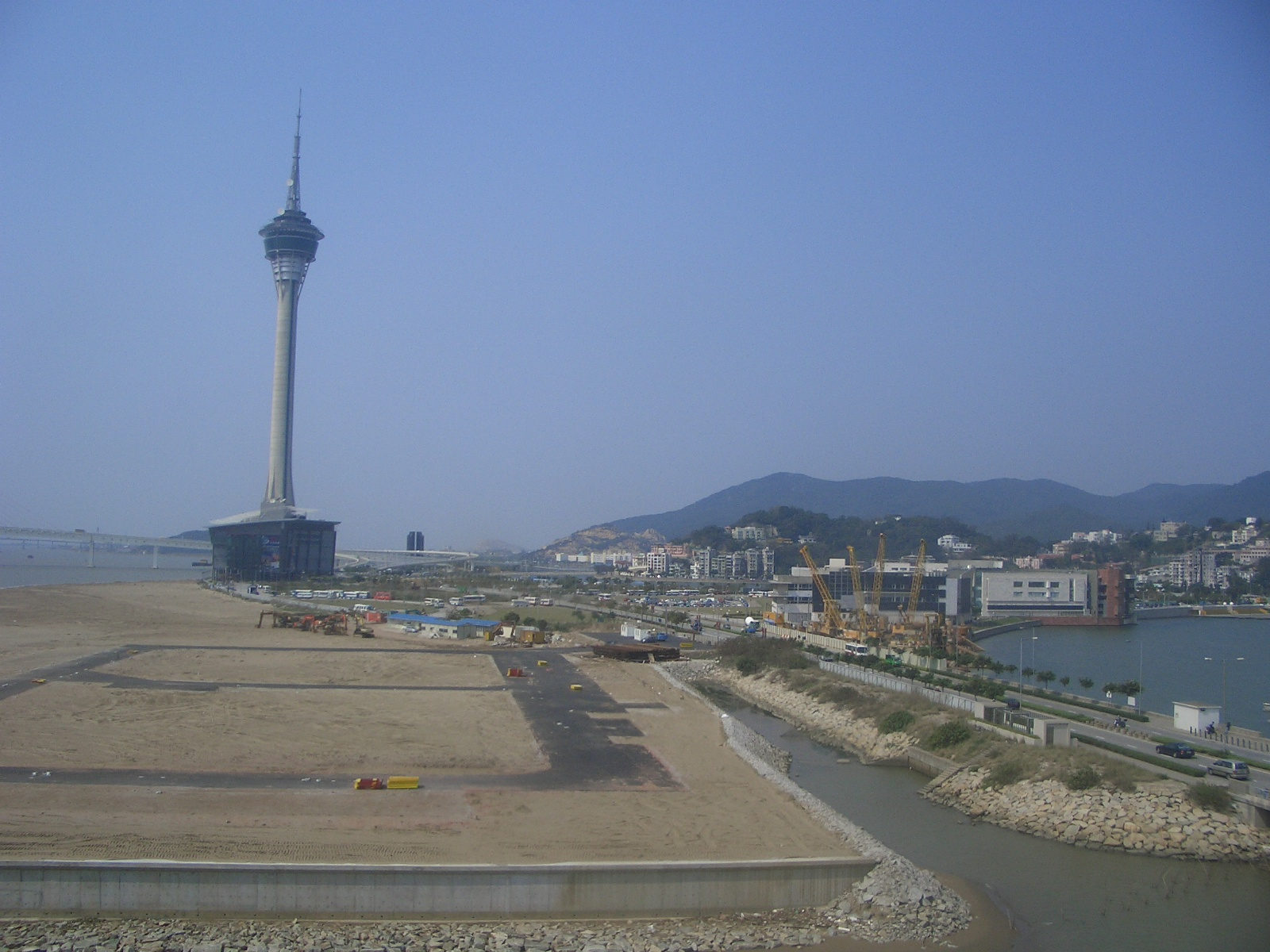
澳氹新城區填海規劃的初步填海：澳門旅遊塔一帶土地

- 政府為配合酒店及娛樂設施發展，在未得到中央政府批准下，已於06年率先落實澳門半島南部的填海工程，準備擴闊孫逸仙大馬路，以及作計劃中的澳氹海底隧道的出入口，唯該地段至今仍荒置，只於農曆新年時用作炮竹燃放區。
- 位於該地段的澳門科學館也於2010年1月25日落成啟用。
- 2013年11月，為配合澳門輕軌更改走線[7]，需要在孫逸仙大馬路一帶少量填海，澳門政府宣佈「微調」填海方案，但不會增加總填海面積[8]。
- 2014年6月9日，A區的填海工程正同時展開六大版塊的工項，包括：堤堰疏浚、堤堰建造、陸域的填土、隔堤建造、堤堰四腳空心方塊及沉箱的生產、以及澳門半島污水處理廠尾水排放管道遷移及安裝工程，綜合進度相較有明顯提升。預計竣工日期為2015年11月14日。[9]
- 2014年7月10日，特區政府計劃調整新城A區，即澳門半島東北對出填海地的功能，改為以公屋為主的居住用途，大幅增加公屋用地，同步增加公共設施比例，估計可提供28,000戶公屋和4,000戶私人房屋。[10]
- 2015年施政報告中，特區政府表示2015年會推進新城填海 B 區政法區區的建設，於該區興建政法機構的辦公樓群。將各級法院及相關政法機構集中於同一個地區，並於現代化的設施中辦公，提高效率，並且減少租賃辦公設施的支出。

## 規劃內容
| 用途                 | 公頃  | 百分比 |
| -------------------- | ----- | ------ |
| 居住地               | 87.7  | 25.1%  |
| 商業區               | 17.0  | 4.9%   |
| 公用設施區           | 50.6  | 14.5%  |
| 綠地或公共開放空間區 | 86.3  | 24.6%  |
| 公共基礎設施區       | 108.4 | 30.9%  |

| 區域 | 人口   | 住宅單位 |
| ---- | ------ | -------- |
| A區  | 96,000 | 32,000   |
| B區  | 6,000  | 2,000    |
| C區  | 60,000 | 20,000   |
| D區  | 60,000 | 20,000   |
| E區  | 60,000 | 20,000   |

## 大型建設項目

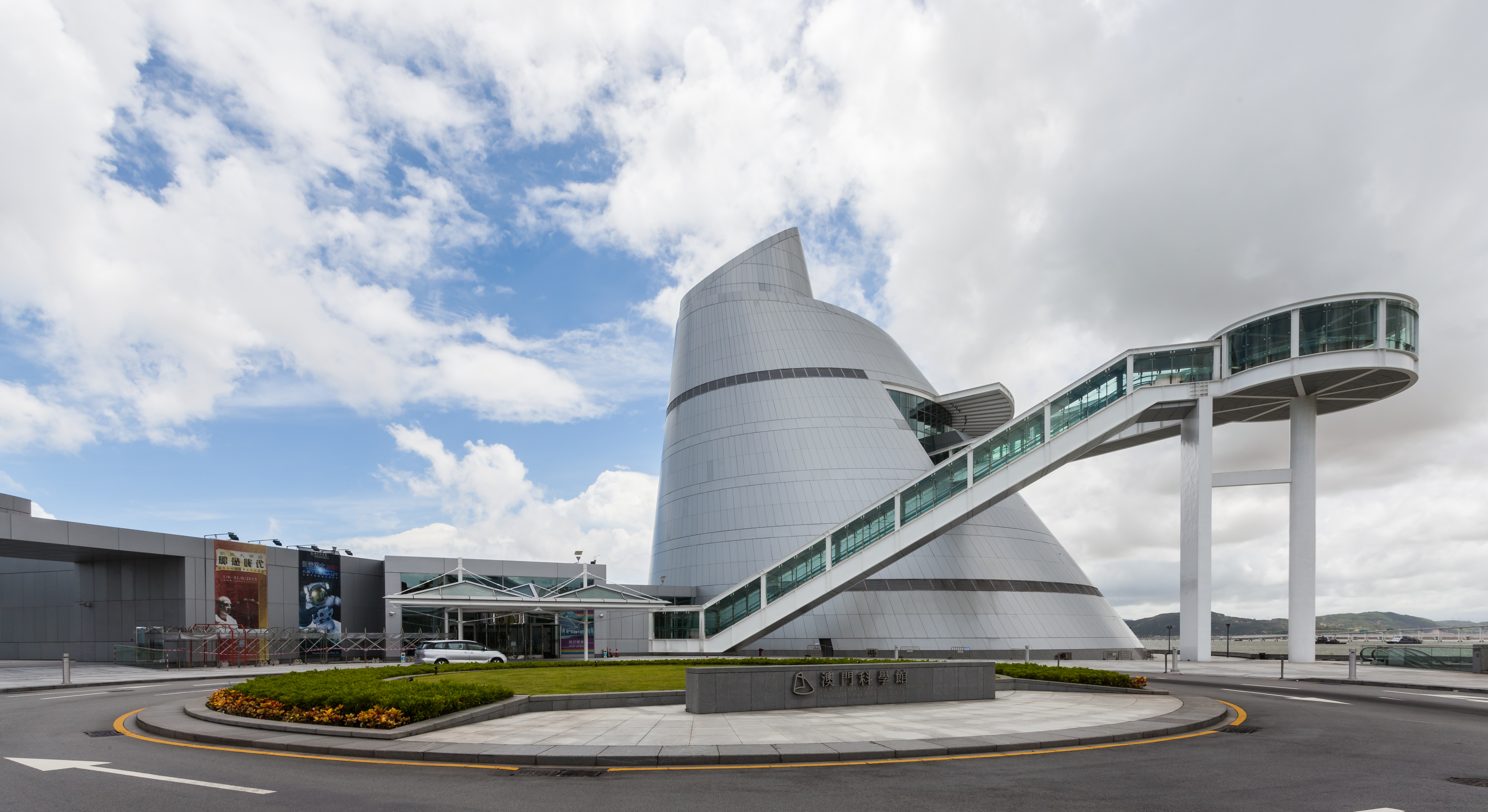
位於B區的澳門科學館

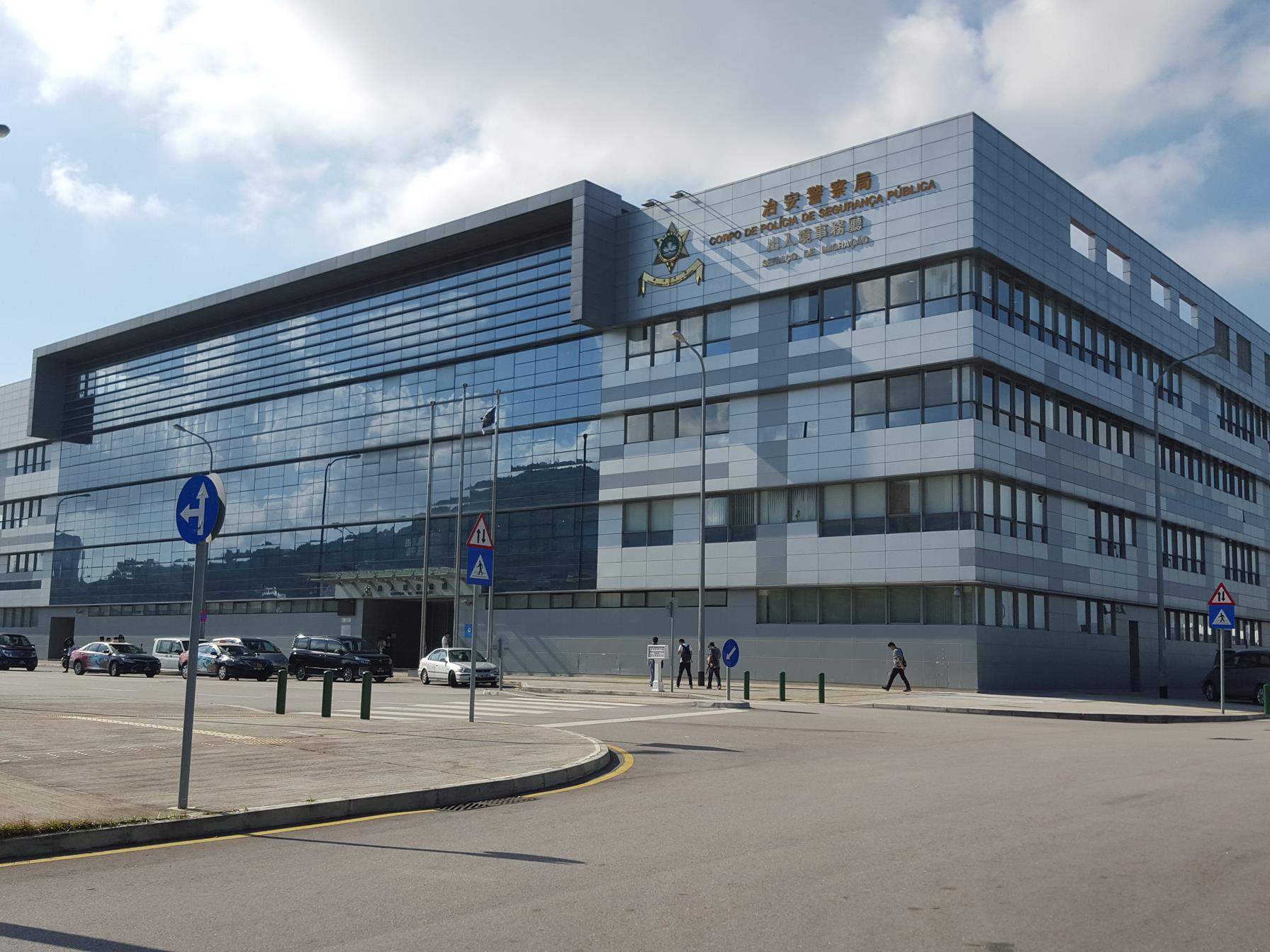
北安出入境事務大樓

### 已建成
A區
- 港珠澳大橋珠澳人工島連接線
- A1橋
- 澳門大橋

B區
- 澳門科學館

E區
- 澳門特別行政區海關總部大樓
- 治安警察局出入境事務大樓
- 治安警察局總部大樓
- 治安警察局特警隊大樓
- 海事及水務局港口管理廳

### 已落實／建築中
A區
- 澳門輕軌澳氹東線
- 新城A區公屋群 (興建中)
- 新城A區至新城B區跨海連接通道

B區
- 澳門輕軌第一期
- 新城政法區
- 澳門半島南岸海濱綠廊
- 新城A區至新城B區跨海連接通道

E1區
- 澳門輕軌澳氹東線
- 船舶交通管理中心及海上運作基地

E2區
- 直升機維修庫及升降坪

### 擬定／未落實
A區
- 學校村
- 體育館
- 變電站
- 城市公園（需填海）
- 運動公園（需填海）
- 新城A區輕軌車廠 (位於體育館地底，已擱置)
- 地下街 (中北片區以生活服務類為主，南片區以零售文創服務為主)

C區
E區
- 門戶公園
- 交通樞紐
- 污水處理廠

未定區域
- 文藝場地
- 澳門博物館新館